# SF8 (serie surcoreana)
SF8 (Hangul: 에스 에프 에잇; RR: Eseuepeueit) es una serie de televisión surcoreana, de antología de ciencia ficción, emitida del 14 de agosto al 9 de octubre de 2020, a través de MBC TV.

## Historias
SF8 gira en torno a un grupo de personas que sueñan con una sociedad perfecta y completa a través del desarrollo tecnológico en el contexto del futuro cercano, abordando temas como inteligencia artificial, realidad aumentada, realidad virtual, robots, juegos, fantasía, terror, superpoderes y desastres.

### «The Prayer»
La primera historia titulada «SF8: The Prayer» (también conocida como «In Nursing» o «SF8: Nurse») fue estrenada el 14 de agosto de 2020.
«The Prayer» prevé un futuro cercano en donde los pacientes postrados en cama sean atendidos por robots, quienes a su vez tengan la capacidad para examinar trabajos de cuidados que frecuentemente no se ven o se pasan por alto. Cuando una máquina programada para un propósito se acerca más a la esencia de ese objetivo, que inevitablemente la lleva a un ámbito que incluye elección, angustia y obsesión más allá de su programación, sigue siendo sólo una máquina?.
En un hogar de ancianos, la cuidadora de una madre que ha estado en coma por los últimos 10 años, ya está exhausta. El robot de enfermería, que cuida de ambos, se angustia cuando tiene que decidir a quién salvar. 

#### Personajes principales
| Actor         | Personaje                   | Notas         |
| ------------- | --------------------------- | ------------- |
| Lee Yoo-young | Gan Ho-joong / Yeon Jong-in |               |
| Ye Soo-jung   | Sabina                      | Es una monja. |
| Yeom Hye-ran  | Choi Jung-gil               |               |

#### Personajes secundarios
| Actor         | Personaje | Notas                                         |
| ------------- | --------- | --------------------------------------------- |
| Yoon Kyung-ho | -         | Es el esposo de la paciente de Choi Jung-gil. |
| Choi Byung-mo | -         | Es el gerente del hospital de enfermería.     |

#### Apariciones especiales
| Actor         | Personaje | Notas                        |
| ------------- | --------- | ---------------------------- |
| Moon Sook     | -         | Es la madre de Yeon Jong-in. |
| Lee Yong-nyeo | -         | Es una cuidadora.            |

### «Manxin»
La segunda historia titulada «SF8: Manxin» (también conocida como «Female Shaman») fue estrenada el 21 de agosto de 2020.
«Manxin» cuestiona la vida y la esencia de la humanidad a través de personas que irónicamente están obsesionadas con las artes negras en lugar de la ciencia y con personas que rechazan el camino elegido por lo que buscan la verdad en una época donde la inteligencia artificial ha avanzado exponencialmente.
Un servicio de adivinación de inteligencia artíficial llamado Manxin cuenta con un nivel de precisión sorprendentemente alto. En un mundo donde la mayoría de la gente cree completamente en el servicio, Sun-ho y Ga-ram tienen sus propios dolores y secretos, por lo que buscan a su desarrollador. Contrario a las expectativas, ambos descubren la verdadera naturaleza de Manxin.

#### Personajes principales
| Actor          | Personaje   | Notas |
| -------------- | ----------- | ----- |
| Lee Yeon-hee   | To Sun-ho   | [ 9 ] |
| Lee Dong-hwi   | Jung Ga-ram |       |
| Nam Myung-ryul | Lee Chi-ham |       |

#### Personajes secundarios
| Actor         | Personaje   | Notas                           |
| ------------- | ----------- | ------------------------------- |
| Seo Hyun-woo  | Kim In-hong |                                 |
| Yoon Gyung-ho | -           | Es un reparador de electrónica. |

#### Otros personajes
| Actor          | Personaje | Notas                          |
| -------------- | --------- | ------------------------------ |
| Lee Yeon       | -         |                                |
| Kim Han-na     | -         | Es la recepcionista del hotel. |
| Hyun Bong-shik | -         |                                |

### «Joan's Galaxy»
La tercera historia titulada «SF8: Joan's Galaxy» (también conocida como «Spaceman Joanne», «Cosmic Joan», «Joan’s Glaxy» o «SF8: Astronaut Joan») fue estrenada el 28 de agosto de 2020.
«Joan's Galaxy» sigue la historia de dos jóvenes que sueñan con un futuro hermoso, con sinceridad y amor mutuo en un futuro opaco que no sabe cómo desarrollarse.
El mundo esta cubierto de polvo fino y los C, a quienes les inyectaron anticuerpos costosos al nacer, disfrutan de una esperanza de vida de 100 años, mientras que los N, a quienes no se les administró la inyección, viven una vida completamente diferente, con una esperanza de vida de sólo 30 años.
Después de vivir toda su vida creyendo ser parte del grupo de los C, Yi-oh, una joven estudiante universitaria de 26 años descubre que no le dieron la inyección de anticuerpos al nacer gracias a un error en el hospital, por lo que comienza a preguntarse sobre la vida de los N, la cual antes no le interesaba. Yi-oh se acerca a Shin Jo-an, la única N en su escuela.

#### Personajes principales
| Actor         | Personaje  | Notas  |
| ------------- | ---------- | ------ |
| Kim Bo-ra     | Shin Jo-an |        |
| Choi Sung-eun | Yi-oh      | [ 11 ] |

#### Personajes secundarios
| Actor                    | Personaje     | Notas                                             |
| ------------------------ | ------------- | ------------------------------------------------- |
| Yoon Jung-hoon           | Gyung         |                                                   |
| Kim Joo-ryung            | Kim Jung-won  | Es la madre de Yi-oh.                             |
| Lee Seol                 | Shin Yi-jeong | Es una pianista y la hermana mayor de Shin Jo-an. |
| Yoo Jin-woo (Lee Eugene) | -             | Es un joven guía turístico.                       |

### «Blink»
La cuarta historia titulada «SF8: Blink» fue estrenada el 4 de septiembre de 2020.
Kim Ji-woo es una mujer que perdió a sus padres en un accidente automovilístico durante su infancia. Ahora como detective Ji-woo cree más en sus instintos y habilidades que en la inteligencia artificial de la fuerza que analiza datos y ejecuta simulaciones para informar qué comandos se envían a los oficiales. Sin embargo, cuando Ji-woo pierde a un sospechoso, se ve obligada a recibir a Seo-nang, un nuevo recluta e inteligencia artificial, el cual implantan en su cerebro.
Cuando tiene que resolver un caso de asesinato con la ayuda de Seo-nang, Ji-woo debe de enfrentar sus convicciones y confiar en él para poder atrapar al criminal.

#### Personajes principales
| Actor        | Personaje       | Notas         |
| ------------ | --------------- | ------------- |
| Lee Si-young | Det. Kim Ji-woo | [ 14 ]        |
| Ha Joon      | Seo-nang        | [ 15 ] [ 16 ] |

#### Personajes secundarios
| Actor         | Personaje     | Notas                                    |
| ------------- | ------------- | ---------------------------------------- |
| Lee Jun-hyeok | -             | Es el jefe.                              |
| Lee Do-yeon   | -             | Es una analista forense.                 |
| Jang Eui-soo  | Seo Soo-myeon | Es el traficante de drogas en la fiesta. |
| Lee Yeon      | -             | Es la sospechosa.                        |
| Choi Hee-seo  | -             | Es la conservadora del museo de artes.   |
| Lee Seo-yeon  | -             | Es una empleada sospechosa.              |

### «Baby It’s Over Outside»
La quinta historia titulada «SF8: Baby It’s Over Outside» (también conocida como «You Can’t Be In Love After a Week», «You Can't Love In a Week» o «SF8: I Can't Love In A Week») fue estrenada el 11 de septiembre de 2020.
«Baby It’s Over Outside» tiene una pregunta sobre la existencia tanto del mundo como de los humanos.
El mundo se acabará en una semana. A medida que se acerca el final, la gente revela todo tipo de aptitudes ocultas, incluso habilidades psíquicas. Shin Hye-hwa intenta evitar que el mundo llegue a su fin con la ayuda de Kim Nam-woo, un joven soltero, que se siente solo incluso en ese momento crítico. ¿Pueden ambos salvar al mundo y comenzar a amar?.

#### Personajes principales
| Actor        | Personaje    | Notas |
| ------------ | ------------ | --- |
| Lee David    | Kim Nam-woo  | Es un joven que se siente sólo y que ayuda a Hye-hwa a evitar que el mundo se acabe, una joven a la que cree haber conocido antes. |
| Shin Eun-soo | Shin Hye-hwa | Es una joven que quiere evitar que el mundo se acabe y que al inicio tiene vergüenza de sus habilidades.                           |

#### Personajes secundarios
| Actor          | Personaje | Notas                        |
| -------------- | --------- | ---------------------------- |
| Bae Hae-sun    | -         | Es una presentadora.         |
| Hwang Jung-min | Mrs. Yang |                              |
| Kim Kang-hyun  | -         | Es un oficial de la policía. |

### «White Crow»
La sexta historia titulada «SF8: White Crow» fue estrenada el 18 de septiembre de 2020.
Juno, una popular locutora de juegos con 0,8 millones de suscriptores, se ve envuelta en una controversia cuando una excompañera afirma que Juno inventó falsamente su propio pasado, y entonces comienza a perder todo el dinero, fama y fanáticos que había acumulado con el tiempo. Buscando recuperar su reputación, regresa al aire participando en una transmisión en vivo de un nuevo juego de realidad virtual basado en la psicología; sin embargo, cuando no puede superar el trauma al que se enfrenta en el juego queda atrapada en el mundo virtual.
Este juego hace que la gente vuelva a sus traumas pasados enfrentándose al dolor, la pesadilla dentro del juego que parece no tener fin, es una parte de la propia subconsciencia que no han abordado o que tal vez no quieren saber.   

#### Personajes principales
| Actor       | Personaje    | Notas  |
| ----------- | ------------ | ------ |
| Hani        | Juno         | [ 20 ] |
| Lee Se-hee  | Jang Joon-oh |        |
| Shin So-yul | Shin Ji-soo  |        |

#### Personajes secundarios
| Actor      | Personaje | Notas |
| ---------- | --------- | ----- |
| Han Il-kyu | Mr. Yoon  |       |

### «Love Virtually»
La séptima historia titulada «SF8: Love Virtually» (también conocida como «Augmented Bean Pod», «VR Filter» o «SF8: Augmented Bean Pods») fue estrenada el 25 de septiembre de 2020.
«Love Virtually» es una comedia romántica sobre una pareja que busca el amor verdadero en un mundo donde la realidad virtual es la norma al mezclar el mundo real con la realidad virtual. Los estándares de apariencia pueden no tener sentido para las personas que intentan encontrar su otra mitad.
En un futuro próximo, más de la mitad de la población mundial utilizará "Love Virtually", una aplicación virtual donde las personas utilizando una identificación virtual encuentran a las parejas que quieren con la cara que quieren. Una pareja crea sus identificaciones con sus caras antes de la cirugía plástica y desarrollan su amor el uno por el otro. En el aniversario del día 100 de su primer encuentro a través de la aplicación, la pareja ha decidido hacer el amor, pero la aplicación no funciona.

#### Personajes principales
| Actor       | Personaje               | Notas  |
| ----------- | ----------------------- | ------ |
| Choi Si-won | Seo Min-joon / Leonardo | [ 22 ] |
| Uee         | Han Jin-won / Giselle   | [ 23 ] |

#### Personajes secundarios
| Actor      | Personaje    | Notas  |
| ---------- | ------------ | ------ |
| Ahn Se-ha  | Goo Sung-tae | [ 24 ] |
| Kim Han-na | Tak Soo-jin  |        |

#### Apariciones especiales
| Actor           | Personaje | Notas |
| --------------- | --------- | ----- |
| Hong Seok-cheon | -         |       |
| Hong Yoon-hwa   | -         |       |

### «Empty Body»
La octava y última historia titulada «SF8: Empty Body» (también conocida como «Human Proof» o «SF8: Human Proof») fue estrenada el 9 de octubre de 2020.
«Empty Body» sigue un futuro donde el cerebro humano y la inteligenia artificial pueden estar conectados.
Cuando Ga Young-in, el joven hijo de Ga Hye-ra muere en un accidente, ella logra revivirlo combinando parte de su cerebro con inteligencia artificial. Sin embargo cuando un día Hye-ra se da cuenta de que el comportamiento de su hijo está cambiando, comienza a sospechar que estos cambios comenzaron después de que se estableció la conexión. Mientras se hace pasar por su hijo, la inteligencia artificial la engaña y borra el alma de Young-in.

#### Personajes principales
| Actor         | Personaje   | Notas  |
| ------------- | ----------- | ------ |
| Moon So-ri    | Ga Hye-ra   | [ 26 ] |
| Jang Yoo-sang | Ga Young-in | [ 27 ] |

#### Personajes secundarios
| Actor          | Personaje | Notas            |
| -------------- | --------- | ---------------- |
| Ryu Abel       | -         | Es una abogada.  |
| Seo Hyun-woo   | -         | Es un detective. |
| Park Jong-hwan | -         | Es un fiscal.    |

#### Apariciones especiales
| Actor        | Personaje | Notas                    |
| ------------ | --------- | ------------------------ |
| Lee Dong-hwi | -         | Es un cirujano plástico. |

## Episodios
La serie está conformada por ocho historias, emitiendo un total de ocho episodios todos los viernes a las 22:00 (KST).
| No. | Título (título en coreano)                            | Director       | Escritor(es)                 | Fecha de emisión         |
| --- | ----------------------------------------------------- | -------------- | ---------------------------- | ------------------------ |
| 1   | «The Prayer» (간호중)                                 | Min Kyu-dong   | Min Kyu-dong y Kim Ji-hee    | 14 de agosto de 2020     |
| 2   | «Manxin» (만신)                                       | Roh Deok       | Han Boon-ae y Roh Deok       | 21 de agosto de 2020     |
| 3   | «Joan's Galaxy» (우주인 조안)                         | Lee Yoon-jung  | Moon Joo-hee y Lee Yoon-jung | 28 de agosto de 2020     |
| 4   | «Blink» (블링크)                                      | Han Ka-ram     | Kang San                     | 4 de septiembre de 2020  |
| 5   | «Baby It’s Over Outside» (일주일 만에 사랑할 순 없다) | Ahn Gooc-jin   | Han Boon-ae                  | 11 de septiembre de 2020 |
| 6   | «White Crow» (하얀까마귀)                             | Jang Cheol-soo | Kang Sun-ju                  | 18 de septiembre de 2020 |
| 7   | «Love Virtually» (증강콩깍지)                         | Oh Ki-hwan     | Oh Ki-hwan                   | 25 de septiembre de 2020 |
| 8   | «Empty Body» (인간 증명)                              | Kim Ui-seok    | Kim Ui-seok y Lee Hannah     | 9 de octubre de 2020     |

## Música
El OST de la historia «SF8: Joan's Galaxy» estuvo conformada por las siguientes canciones:
| No. | Intérprete             | Canción                         | Letra | Canción | Duración |
| --- | ---------------------- | ------------------------------- | ----- | ------- | -------- |
| 1   | Park In-young (박인영) | «Two of Us»                     | -     | -       | -        |
| 2   | Kim Bo-ra              | «Breath of the Stars» (별의 숨) | -     | -       | -        |

## Producción
La serie fue creada por Min Kyu-dong, quien contó con el apoyo del productor ejecutivo Min Jin-soo. Es un proyecto de película-drama entre el Gremio de Directores de Cine de Corea (DGK) y la plataforma OTT Wavve, el cual cruza películas y dramas producidos por Soo Films junto con MBC.
Las filmaciones comenzaron el 21 de febrero de 2020 y terminaron el 7 de mayo del mismo año.
El 10 de julio de 2020 el corte del director fue lanzado a través de la plataforma OTT Wavve, mientras que los episodios originales se transmitieron a través de MBC TV del 14 de agosto al 9 de octubre del mismo año.
La serie ha sido considerada como un equivalente coreano de la serie británica Black Mirror, ya que tienen el mismo formato y temas similares, aunque Min Kyu-dong cree que SF8 está más diversificado ya que ocho cineastas diferentes participaron en el proyecto.
Luego de ser invitado oficialmente, la serie fue proyectada durante el 24º Festival Internacional de Cine Fantástico de Bucheon (BIFAN).

### Créditos
| Episodio                 | Productor      | Director de fotografía | Editor          | Sonido                       | Música                       | Diseño de producción      |
| ------------------------ | -------------- | ---------------------- | --------------- | ---------------------------- | ---------------------------- | ------------------------- |
| «The Prayer»             | Park Joon-ho   | Kang Gook-hyun         | Jeung Ji-eun    | Gong Tae-won                 | Kim Joon-sung y Kim Ji-ae    | Kim Geu-na                |
| «Manxin»                 | Kang Ga-mi     | Kim Hyun-seok          | Kim Woo-hyun    | Lee In-gyu y Sung Yoon-yong  | Hong Dae-sung                | Kim Ji-oh                 |
| «Joan's Galaxy»          | Jung Hye-young | Yang Hyun-seok         | Kim Ji-hyun     | Gong Tae-won                 | Park In-young                | Ji Hyun-seo y Choi Yoo-re |
| «Blink»                  | Na Hyun-joon   | Lee Sung-eun           | Chung Sang-hyuk | Kim Jung-hwan                | Kim Joon-seok                | Kim Young-tak             |
| «Baby It’s Over Outside» | Lee Yong-soo   | Park Sung-hoon         | Park Min-sun    | Monocon                      | Han Seo-jin y Lee Sung-kyung | Hong Joo-hee              |
| «White Crow»             | Park Jin-sung  | Kim Goo-young          | TODA edit       | Song Seo-deok                | Kim Ji-ae                    | Choi Yon-shik             |
| «Love Virtually»         | Park Sun-hye   | Lee Sung-yong          | Son Yeon-ji     | Gong Tae-won                 | Lee Ji-soo                   | Choi Im                   |
| «Empty Body»             | Ahn Soo-yoon   | Baek Sung-bin          | Kim Ui-seok     | Lim Hyun-kyu y Song Seo-deok | Sunwoo Jung-a                | Kim Do-eun                |